# Andorskie odznaczenia
| Baretka                                           | Nazwa polska                                                           | Nazwa oryginalna                                                                         |
| Ordery                                            | Ordery                                                                 | Ordery                                                                                   |
| ------------------------------------------------- | ---------------------------------------------------------------------- | ---------------------------------------------------------------------------------------- |
|                                                   | Łańcuch Orderu Karola Wielkiego                                        | (Orde de Carlemany Collar)                                                               |
|                                                   | Krzyż Wielki Orderu Karola Wielkiego                                   | (Orde de Carlemany Gran Creu)                                                            |
|                                                   | Krzyż Orderu Karola Wielkiego                                          | (Orde de Carlemany Creu)                                                                 |
|                                                   | Medal Orderu Karola Wielkiego                                          | (Orde de Carlemany Medalla)                                                              |
| Odznaczenia dla funkcjonariuszy Gwardii Miejskiej |                                                                        |                                                                                          |
|                                                   | Medal Komisji Międzyregionalnej za 25 lat Służby                       | (Medalla de la Comissió Interparroquial al cap de 15 anys de servei) wz. 2015            |
|                                                   | Medal Komisji Międzyregionalnej za 20 lat Służby                       | (Medalla de la Comissió Interparroquial al cap de 20 anys de servei) wz. 2015            |
|                                                   | Medal Komisji Międzyregionalnej za 15 lat Służby                       | (Medalla de la Comissió Interparroquial al cap de 25 anys de servei) wz. 2015            |
|                                                   | Medal Komisji Międzyregionalnej za 25 lat Służby                       | (Medalla de la Comissió Interparroquial al cap de 25 anys de servei) wz. 2011            |
|                                                   | Medal Komisji Międzyregionalnej za 20 lat Służby                       | (Medalla de la Comissió Interparroquial al cap de 20 anys de servei) wz. 2011            |
|                                                   | Medal Komisji Międzyregionalnej za 15 lat Służby                       | (Medalla de la Comissió Interparroquial al cap de 15 anys de servei) wz. 2011            |
|                                                   | Medal Komisji Międzyregionalnej za Zasługi Zawodowe                    | (Medalla de la Comissió Interparroquial al Mèrit Professional) wz. 2015                  |
|                                                   | Medal Komisji Międzyregionalnej za 25 lat Służby w Canillo             | (Medalla de la Comissió Interparroquial al cap de 25 anys de servei Canillo)             |
|                                                   | Medal Komisji Międzyregionalnej za 25 lat Służby w Encamp              | (Medalla de la Comissió Interparroquial al cap de 25 anys de servei Encamp)              |
|                                                   | Medal Komisji Międzyregionalnej za 25 lat Służby w Ordino              | (Medalla de la Comissió Interparroquial al cap de 25 anys de servei Ordino)              |
|                                                   | Medal Komisji Międzyregionalnej za 25 lat Służby w La Massana          | (Medalla de la Comissió Interparroquial al cap de 25 anys de servei La Massana)          |
|                                                   | Medal Komisji Międzyregionalnej za 25 lat Służby w Andorra la Vella    | (Medalla de la Comissió Interparroquial al cap de 25 anys de servei Andorra la Vella)    |
|                                                   | Medal Komisji Międzyregionalnej za 25 lat Służby w Sant Julià de Lòria | (Medalla de la Comissió Interparroquial al cap de 25 anys de servei Sant Julià de Lòria) |
|                                                   | Medal Komisji Międzyregionalnej za 25 lat Służby w Escaldes-Engordany  | (Medalla de la Comissió Interparroquial al cap de 25 anys de servei Escaldes-Engordany)  |
|                                                   | Medal Komisji Międzyregionalnej za 25 lat Służby w Pożarnictwie        | (Medalla de la Comissió Interparroquial al cap de 25 anys de servei Bombers)             |